# Kgalema Motlanthe
Kgalema Petrus Motlanthe (pronunție, [ˈxɑ.lɪ.mɑ mʊ.ˈtɬ’ɑ.n.tʰɛ]) (n. 19 iulie 1949, Johannesburg, Africa de Sud) este un politician sudafrican, fost preşedinte al Africii de Sud în anii 2008–2009 și vice-președinte al partidului de guvernământ, Congresul Naţional African (cunoscut și ca ANC). Motlanthe este un fost activist ca student, membru al unor sindicate de muncă și al aripii militare a ANC, cunoscută ca Umkhonto we Sizwe.

## Biografie

### Viață timpurie
Motlanthe s-a născut în Alexandra, Johannesburg, ca fiu al unui miner și a unei croitorese, Sophie Motlanthe.

### Președinție
| “ | "I surmise that the council is driven by other interests than concern for proper control of medicines". | ” |